# Узонське сільське поселення
Узо́нське сільське поселення (рос. Узонское сельское поселение) — сільське поселення у складі Дульдургинського району Забайкальського краю Росії.
Адміністративний центр — село Узон.

## Історія
2014 року були утворені села Західний Узон, Південний Узон та Північний Узон шляхом виділення частин із села Узон.

## Населення
Населення сільського поселення становить 1058 осіб (2019; 1167 у 2010, 1183 у 2002).

## Склад
До складу сільського поселення входять:
| Населений пункт      | Населення, осіб (2002) | Населення, осіб (2010) |
| -------------------- | ---------------------- | ---------------------- |
| Західний Узон, село  | -                      | -                      |
| Південний Узон, село | -                      | -                      |
| Північний Узон, село | -                      | -                      |
| Узон, село           | 1183                   | 1167                   |